# دهستان ازگله
دهستان ازگله نام دهستانی در بخش ازگله شهرستان ثلاث باباجانی، استان کرمانشاه در ایران است. براساس سرشماری مرکز آمار ایران در سال ۱۳۸۵، جمعیت آن ۲۷۱۰ نفر (۵۴۱ خانوار) بوده‌است.